# 12-Stunden-Rennen von Sebring 1984

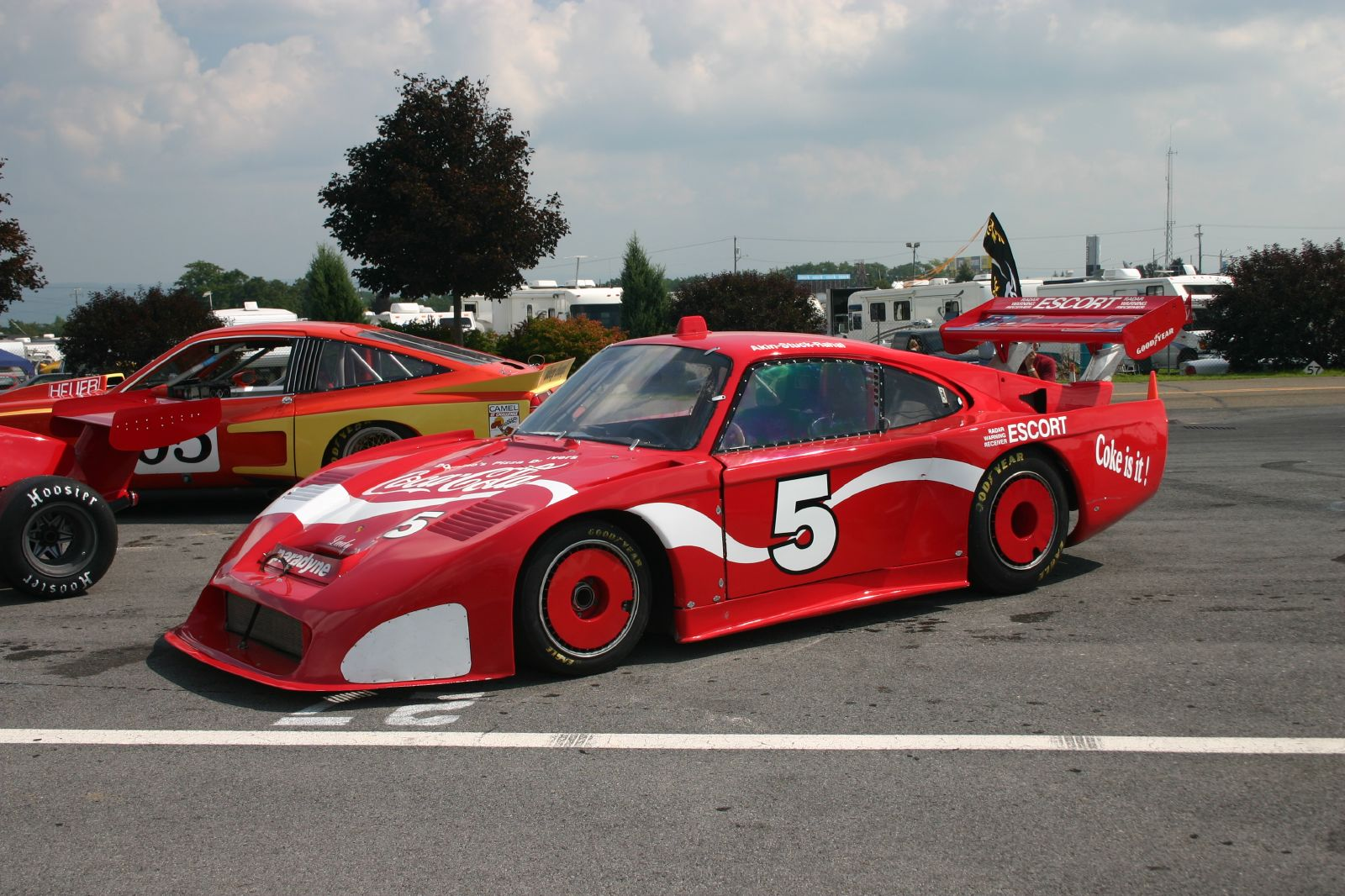
Porsche 935-84. Bob Akin, John O’Steen und Hans-Joachim Stuck wurden mit diesem Fahrzeug Fünfte in der Gesamtwertung

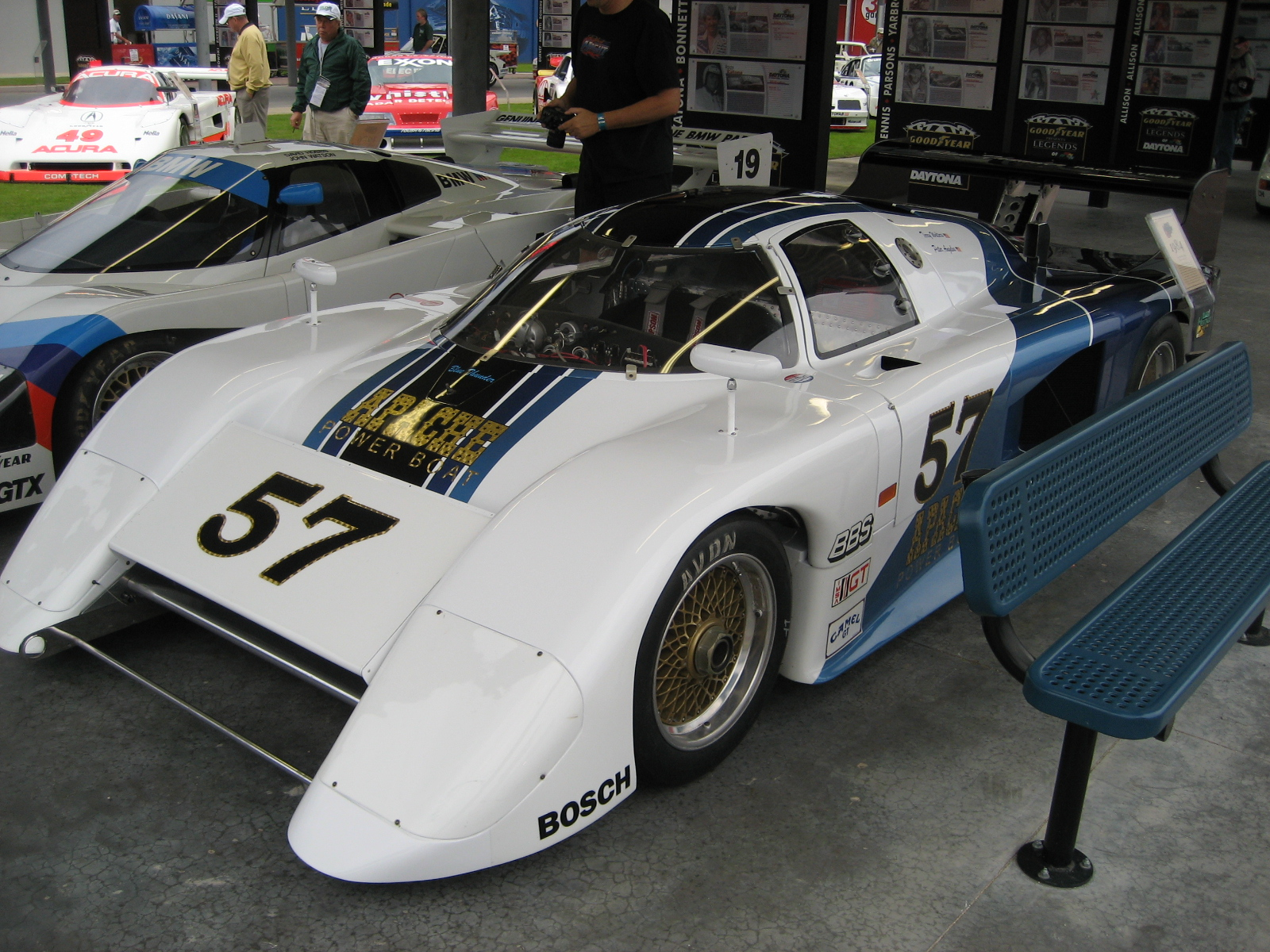
Der March 83G von Randy Lanier, Bill Whittington und Marty Hinze; Rang 2 im Schlussklassement

Das 32.12-Stunden-Rennen von Sebring, auch The Coca-Cola Classic Twelve Hours of Sebring, Sebring International Raceway, fand am 24. März 1984 auf dem Sebring International Raceway statt und war der dritte Wertungslauf der IMSA-GTP-Serie dieses Jahres.

## Vor dem Rennen
Traditionell begann auch 1984 die IMSA-GTP-Serie mit dem 24-Stunden-Rennen von Daytona. Die Ausgabe dieses Jahres gewannen die drei Südafrikaner Sarel van der Merwe, Graham Duxbury und Tony Martin auf einem March 83G. Beim zweiten Wertungslauf, dem 3-Stunden-Rennen von Miami, blieben Brian Redman und Doc Bundy mit einem Groupp-44-Jaguar XJR-5 siegreich.

## Siegerwagen aus dem Museum
Zum zweiten Mal in Folge wurden Umbaumaßnahmen an der Strecke vorgenommen. Um mehr Platz für das Fahrerlager zu schaffen, wurde die lange Gerade um einige hundert Meter verkürzt. Dazu kamen Verbesserungen an den Auslaufzonen und eine neue Lichtanlage.
Das Training dominierten die Jaguar XJR-5. Brian Redman fuhr in der Qualifikation eine Zeit von 2:18,965 Minuten und blieb damit deutlich über der 200-km/h-Grenze für die Durchschnittsgeschwindigkeit über eine Runde. Die Jaguar dominierten auch die erste Hälfte des Rennens. Nach sechs Stunden Renndauer, zur Halbzeit der Veranstaltung, führte jedoch der von Preston Henn gemeldete Porsche 935, gefahren von Derek Bell, A. J. Foyt und Bob Wollek, mit einem Vorsprung von zwei Runden auf die Konkurrenz das Rennen an. Das Team verlor nach einer Reparatur an der vorderen Aufhängung die Position an der Spitze und fiel zurück. Nach einigen Führungswechseln gewann am Ende wieder ein Porsche. Der Siegerwagen, ein Porsche 935J, war eigentlich schon ein Museumsstück und gehörte Joest Racing. Der Kolumbianer Mauricio de Narváez mietete den Wagen und engagierte kurzfristig Hans Heyer und Stefan Johansson als Copiloten. Für beide war es der erste Start in Sebring, der gleich mit einem Sieg endete.
Für Hollywood-Glamour sorgte der Schauspieler Gene Hackman der einen Mazda RX-7 pilotierte, allerdings schon früh nach einem Motorschaden ausfiel.

## Ergebnisse

### Schlussklassement
| 1               | GTP | 48 | de Narváez Enterprises   | Mauricio de Narváez Hans Heyer Stefan Johansson            | Porsche 935J            | 263 |
| 2               | GTP | 57 | Blue Thunder Racing Team | Randy Lanier Bill Whittington Marty Hinze                  | March 83G               | 261 |
| 3               | GTP | 6  | Henn’s Swap Shop         | Derek Bell A. J. Foyt Bob Wollek                           | Porsche 935L            | 258 |
| 4               | GTP | 9  | Hino Truck               | Wayne Baker Jim Mullen Tom Blackaller                      | Porsche 935K3           | 258 |
| 5               | GTP | 5  | Bob Akin Motor Racing    | Bob Akin John O’Steen Hans-Joachim Stuck                   | Porsche 935-84          | 256 |
| 6               | GTP | 14 | John Fitzpatrick Racing  | Bob Wollek John Graham Hugo Gralia Preston Henn Al Holbert | Porsche 935K4           | 246 |
| 7               | GTP | 45 | Conte Racing             | John Morton Tony Garcia Tony Adamowicz                     | Lola T600               | 244 |
| 8               | GTO | 4  | Stratagraph Inc.         | Billy Hagan Gene Felton Terry Labonte                      | Chevrolet Camaro        | 243 |
| 9               | GTU | 76 | Malibu Grand Prix.       | Jack Baldwin Ira Young Bob Reed                            | Mazda RX-7              | 238 |
| 10              | GTU | 32 | Alderman Datsun          | George Alderman Carson Baird Lew Price                     | Datsun 280ZX            | 234 |
| 11              | GTP | 04 | Group 44                 | Brian Redman Pat Bedard                                    | Jaguar XJR-5            | 234 |
| 12              | GTU | 7  | E. J. Pruitt & Sons      | Ren Tilton Blake Pridgen Rusty Bond                        | Porsche 911             | 234 |
| 13              | GTU | 17 | Al Bacon Racing          | Al Bacon Charles Guest                                     | Mazda RX-7              | 222 |
| 14              | GTU | 51 | Chris Wilder             | Van McDonald Dennis DeFranceschi                           | Porsche 911             | 222 |
| 15              | GTU | 71 | THR Foreign Car          | John Higgins James King Howard Cherry                      | Porsche 911             | 221 |
| 16              | GTU | 23 | Roe-Selby Racing         | Tim Selby Earl Roe                                         | Porsche 914/6           | 221 |
| 17              | GTO | 38 | Mandeville Auto Tech     | Roger Mandeville Amos Johnson Danny Smith                  | Mazda RX-7              | 221 |
| 18              | GTO | 68 | Luis Mendez Racing       | Luis Mendez Chiqui Soldevilla Chris Marte                  | Porsche Carrera RSR     | 217 |
| 19              | GTU | 93 | Mid-O Racing             | Don Marsh Ron Pawley Kelly Marsh Whitney Ganz              | Mazda RX-7              | 216 |
| 20              | GTP | 05 | Hi-Tech Racing           | Tico Almeida Miguel Morejon                                | Porsche 935M16          | 216 |
| 21              | GTO | 62 | Tim Morgan               | Tim Morgan Peter Morgan Charles Bair Marcus Opie           | Chevrolet Corvette      | 215 |
| 22              | GTU | 28 | Budweiser Racing         | John Jellinek Stefan Edlis Tom Brennan                     | Porsche 924 Carrera     | 212 |
| 23              | GTP | 97 | Tide & Mosler Racing     | Tom Shelton Steve Shelton Claude Ballot-Léna               | Ferrari 512BB/LM        | 211 |
| 24              | GTU | 82 | Trinity Racing           | Lee Mueller Terry Visger John Casey                        | Mazda RX-7              | 208 |
| 25              | GTU | 10 | Dave White Racing        | Dave White George Drolsom Jerry Kendall                    | Porsche 924 Carrera GTR | 202 |
| 26              | GTO | 01 | THR Foreign Car          | George Hulse Jerry Kennedy Mike Cheung                     | Porsche Carrera RSR     | 183 |
| 27              | GTO | 21 | Oftedahl Racing          | Craig Allen George Schwarz Andre Schwartz                  | Pontiac Firebird        | 181 |
| 28              | GTO | 26 | Steve Roberts            | William Boyer Steve Roberts                                | Chevrolet Camaro        | 181 |
| 29              | GTO | 43 | Walker Brown Racing      | Diego Montoya Brian Goellnicht Michael Roe                 | BMW M1                  | 180 |
| 30              | GTO | 40 | Bieri Racing             | Uli Bieri Matt Gysler Angelo Pallavicini                   | BMW M1                  | 177 |
| 31              | GTO | 67 | Shafer Concrete          | George Shafer Craig Shafer Joe Maloy                       | Chevrolet Camaro        | 170 |
| 32              | GTO | 99 | Comp Fibreglass          | Phil Currin Steve Gentile Jim Cook Tommy Morrison          | Chevrolet Corvette      | 161 |
| 33              | GTO | 94 | Tangent Racing           | Bill Gardner James Durovy                                  | Pontiac Firebird        | 149 |
| 34              | GTO | 83 | K & P Racing             | Karl Keck Robert Whitaker William Wesse                    | Chevrolet Corvette      | 138 |
| Ausgefallen     |     |    |                          |                                                            |                         |     |
| 35              | GTU | 0  | Case Racing              | Ron Case Dave Panaccione                                   | Porsche 911             | 186 |
| 36              | GTO | 09 | Van Every Racing         | Lance Van Every Ash Tisdelle                               | Porsche Carrera RSR     | 169 |
| 37              | GTO | 46 | Classic Motor Car        | Frank Jellinek Paul Fassler Jerry Molnar                   | Pontiac Firebird        | 167 |
| 38              | GTP | 25 | Red Lobster Racing       | Dave Cowart Kenper Miller                                  | March 82G               | 158 |
| 39              | GTP | 15 | Kalagian Ardisana        | John Kalagian John Lloyd                                   | Lola T600               | 148 |
| 40              | GTU | 13 | Rubino Racing            | Frank Rubino Jose Rodriguez David Leira                    | Mazda RX-7              | 146 |
| 41              | GTO | 90 | Bob’s Speed Products     | Bob Lee Gary Myers Bill Julian                             | Buick Skyhawk           | 137 |
| 42              | GTP | 31 | Import Service Center    | Larry O’Brien Mike Van Steenburg                           | Mazda OVS-1             | 137 |
| 43              | GTP | 00 | Kreepy Krauly Racing     | Sarel van der Merwe Graham Duxbury Tony Martin             | March 83G               | 134 |
| 44              | GTP | 86 | Bayside – Lowenbrau      | Al Holbert Claude Ballot-Léna Hurley Haywood               | Porsche 935/80          | 123 |
| 45              | GTU | 60 | Roserace Morrison        | Dennis Krueger Tom Henrickson Rick Kinner                  | Mazda RX-7              | 114 |
| 46              | GTP | 44 | Group 44                 | Bob Tullius Doc Bundy                                      | Jaguar XJR-5            | 114 |
| 47              | GTP | 41 | Silver Lake Plantation   | Gary Belcher Jean Rondeau John Gunn                        | Rondeau M382            | 109 |
| 48              | GTU | 84 | Dole Racing              | Clay Young Doug Grunnet Jim Burt                           | Pontiac Fiero           | 105 |
| 49              | GTO | 11 | Kreider Racing           | Dale Kreider Roy Newsome Bobby Diehl                       | Chevrolet Camaro        | 103 |
| 50              | GTP | 24 | Pegasus Racing           | Marion Speer Jack Griffin                                  | Porsche 935 JLP-2       | 96  |
| 51              | GTO | 88 | Motorsports Marketing    | Ken Murray Russ Boy Richard Valentine                      | Chevrolet Camaro        | 95  |
| 52              | GTO | 95 | Pennzoil de P. R.        | Luis Gordillo Eduardo Salguero Manuel Villa                | Porsche Carrera RSR     | 71  |
| 53              | GTU | 69 | George Shafer            | John Hofstra Peter Uria Mick Robinson                      | Porsche 911             | 69  |
| 54              | GTU | 27 | Scuderia Rosso           | Jim Fowells Ray Mummery Steve Potter                       | Mazda RX-7              | 65  |
| 55              | GTP | 18 | Team Fomfor Racing       | Max Welti Francisco Miguel Willy Valiente                  | Sauber C7               | 63  |
| 56              | GTU | 55 | Preston & Son            | Whitney Ganz Gene Hackman                                  | Mazda RX-7              | 59  |
| 57              | GTP | 2  | Leon Bros. Racing        | Al Leon Art Leon                                           | March 84G               | 56  |
| 58              | GTU | 79 | Whitehall Promotions     | Tom Winters Bob Bergstrom Bill Adam                        | Porsche 924 Carrera GTR | 52  |
| 59              | GTU | 42 | Gary Wonzer              | Buzz Cason Peter Uria Gary Wonzer                          | Porsche 911             | 49  |
| 60              | GTP | 3  | Pegasus Racing           | Ken Madren Marion Speer Wayne Pickering                    | March 84G               | 44  |
| 61              | GTO | 35 | G & H Development        | Worth Williams Jim Leeward Steve Zwiren                    | Porsche Carrera RSR     | 43  |
| 62              | GTO | 47 | Dingman Brothers Racing  | Billy Dingman Walt Bohren                                  | Chevrolet Corvette      | 43  |
| 63              | GTU | 58 | El Salvador Racing       | Alfredo Mena Jim Trueman Deborah Gregg                     | Porsche 924 Carrera     | 40  |
| 64              | GTP | 30 | Tim Chitwood             | Tim Chitwood Joe Llauget Jose Rios                         | Chevrolet Monte Carlo   | 38  |
| 65              | GTU | 78 | Der Klaus Haus           | Klaus Bitterauf Vicki Smith Arvid Albanese                 | Porsche 911             | 37  |
| 66              | GTP | 61 | Deco Sales               | Don Courtney Brent O’Neil Steve Shelton                    | Argo JM16               | 36  |
| 67              | GTO | 85 | Deco Sales               | Kikos Fonseca Enrique Molins Diego Febles                  | Porsche Carrera RSR     | 32  |
| 68              | GTU | 66 | Mike Meyer Racing        | Jack Dunham Paul Lewis Jeff Kline                          | Mazda RX-7              | 25  |
| 69              | GTO | 64 | John Hulen               | Ron Coupland John Hulen Dan Hartill                        | Porsche Carrera RSR     | 25  |
| 70              | GTO | 22 | Walter Johnston          | Larry Figaro Fernando Sabino                               | Pontiac Firebird        | 25  |
| 71              | GTP | 16 | Hinze Fencing            | Marty Hinze                                                | March 82G               | 22  |
| 72              | GTO | 77 | Sunrise Auto Parts       | Jeff Loving Richard Smal                                   | Chevrolet Camaro        | 20  |
| 73              | GTU | 03 | DiLella Racing           | Vince DiLella Manuel Cueto                                 | Porsche 911             | 19  |
| 74              | GTP | 63 | RGP 500 Racing           | John Maffucci Jim Downing                                  | Argo JM16               | 17  |
| 75              | GTO | 20 | Paul Canary Racing       | Paul Canary Bob Barnett                                    | Chevrolet Corvette      | 17  |
| 76              | GTU | 37 | Vero Racing              | Peter Welter Tom Burdsall Nort Northam                     | Mazda RX-7              | 16  |
| 77              | GTO | 56 | Coin Operated Racing     | Rick Borlase Michael Hammond Don Kravig                    | Porsche 934             | 12  |
| 78              | GTO | 33 | John McComb              | John McComb Paul Pettey                                    | Jaguar XJS              | 6   |
| 79              | GTP | 49 | Paul Goral               | Paul Goral John Hayes-Harlow                               | Porsche 935             | 5   |
| 80              | GTU | 87 | Performance Motorsports  | Elliott Forbes-Robinson John Schneider                     | Porsche 924 Carrera     | 4   |
| 81              | GTO | 52 | OMR Engines              | Hoyt Overbagh Robert Theall Peter Kirill                   | Chevrolet Camaro        | 4   |
| Nicht gestartet |     |    |                          |                                                            |                         |     |
| 82              | GTP | 8  | Paul Canary Racing       | Paul Canary Eppie Wietzes                                  | McLaren M12GT           | 1   |
| 83              | GTO | 19 | Signal 12 Racing         | Jimmy Tumbleston Bobby Dumont                              | AMC Spirit              | 2   |
| 84              | GTU | 34 | Florco Design            | Donald Flores Tom Turner                                   | Lotus Europa            | 3   |
| 85              | GTO | 53 | Dan Nooe                 | Dan Nooe Gale O'Doski                                      | Chevrolet Corvette      | 4   |
| 86              | GTP | 65 | Richard Habersin         | Richard Habersin Bob Murray                                | Chevrolet Camaro        | 5   |
| 87              | GTU | 91 | B & G Racing             | Charles Bryant Richard Burr Mike Graham                    | BMW 2002                | 6   |
| 88              | GTU | 92 | Amar Racing Team         | Robert Amar Ashmeed Mohammed                               | Toyota Corolla          | 7   |
| 89              | GTP | 96 | Tide & Mosler Racing     | Claude Ballot-Léna Jean-Claude Andruet                     | Ferrari 512 BB/LM       | 8   |
| 90              | GTO | 98 | Sesana Racing            | Alfredo Sesana Jorge Corte                                 | Chevrolet Monza         | 9   |

1 nicht gestartet
2 nicht gestartet
3 nicht gestartet
4 nicht gestartet
5 nicht gestartet
6 nicht gestartet
7 nicht gestartet
8 Motorschaden im Training
9 Motorschaden im Warm Up

### Nur in der Meldeliste
Hier finden sich Teams, Fahrer und Fahrzeuge, die ursprünglich für das Rennen gemeldet waren, aber aus den unterschiedlichsten Gründen daran nicht teilnahmen.
| Pos. | Klasse | Nr. | Team                     | Fahrer                                     | Chassis             |
| ---- | ------ | --- | ------------------------ | ------------------------------------------ | ------------------- |
| 91   | GTP    | 02  | Wildwood Racing          | Dudley Wood John Cooper                    | Porsche 935         |
| 92   | GTU    | 06  | Timothy Lee              | Timothy Lee Richard Scott Al White         | Ford Capri          |
| 93   | GTP    | 07  | Bell Racestar LSJ Racing | Lyn St. James Jim Trueman                  | Argo JM16           |
| 94   | GTU    | 08  | Billy Scyphers           | Billy Scyphers Allen Glick                 | Ferrari 308 GTB     |
| 95   | GTP    | 12  | Toyota Village           | Werner Frank Rudy Bartling                 | Osella PA10         |
| 96   | GTP    | 29  | Florco Desing            | Robert Gottfried Rich Lee                  | Porsche 935         |
| 97   | GTO    | 36  | D. H. Thomas             | Michael Duncan Scott Shadel                | Chevrolet Camaro    |
| 98   | GTP    | 39  | Holly Racing             | John Gunn                                  | Phoenix JG1         |
| 99   | GTO    | 48  | Vincent Collins          | Vincent Collins Bill Nelson Lojza Vosta    | Chevrolet Corvette  |
| 100  | GTU    | 50  | Cameron Worth            | Cameron Worth Alan Crouch Sylvain Tremblay | Ford Pinto          |
| 101  | GTO    | 50  | Carlos Catter            | Hector Coco Carlos Catter Augusto Molina   | Chevrolet Camaro    |
| 102  | GTO    | 54  | Bob Copeman              | Bob Copeman                                | Porsche Carrera RSR |
| 103  | GTO    | 70  | Bill McDill              | Bill McDill Gary English Mike Laws         | Chevrolet Camaro    |
| 104  | GTO    | 72  | Ken Moore                | Ken Moore                                  | Porsche Carrera RSR |
| 105  | GTO    | 73  | Jo-Car Enterprises       | Carlos Munoz                               | Porsche Carrera RSR |
| 106  | GTP    | 74  | Del Russo Taylor         | Janis Taylor Del Russo Taylor              | Chevron GTP         |
| 107  | GTO    | 75  | Bob Gregg Racing         | Bob Gregg Bob Young Joe Varde              | Chevrolet Camaro    |
| 108  | GTO    | 80  | Bill McVey               | Bill McVey Jacques Groleau                 | Chevrolet Camaro    |
| 109  | GTO    | 81  | Cliff Gottlob            | Cliff Gottlob Carl Herman                  | Chevrolet Corvette  |
| 110  | GTU    | 89  | Rainer Brezinka          | Rainer Brezinka John Centano               | Porsche 911         |
| 111  | GTO    | 93  | Don Cummings             | Don Cummings Greg Walker Craig Rubrigh     | Chevrolet Corvette  |

### Klassensieger
| Klasse | Fahrer              | Fahrer      | Fahrer           | Fahrzeug         | Platzierung im Gesamtklassement |
| ------ | ------------------- | ----------- | ---------------- | ---------------- | ------------------------------- |
| GTP    | Mauricio de Narváez | Hans Heyer  | Stefan Johansson | Porsche 935J     | Gesamtsieg                      |
| GTO    | Billy Hagan         | Gene Felton | Terry Labonte    | Chevrolet Camaro | Rang 8                          |
| GTU    | Jack Baldwin        | Ira Young   | Bob Reed         | Mazda RX-7       | Rang 9                          |

### Renndaten
- Gemeldet: 111
- Gestartet: 81
- Gewertet: 34
- Rennklassen: 3
- Zuschauer: unbekannt
- Wetter am Renntag: wolckig und trocken
- Streckenlänge: 7,821 km
- Fahrzeit des Siegerteams: 12:01:01,415 Stunden
- Gesamtrunden des Siegerteams: 263
- Gesamtdistanz des Siegerteams: 2057,031 km
- Siegerschnitt: 171,176 km/h
- Pole Position: Brian Redman – Jaguar XJR-5 (#04) – 2:18,965 – 202,620 km/h
- Schnellste Rennrunde: Brian Redman – Jaguar XJR-5 (#04) – 2:22,751 – 197,246 km/h
- Rennserie: 3. Lauf zur IMSA-GTP-Serie 1984